# Xbps
X Binary Package System (XBPS) ist ein freies (BSD-Lizenz) Paketverwaltungs-System, das ursprünglich als Ersatz für pkgsrc entwickelt worden und nun der Paketmanager von Void Linux ist. Es umfasst das Paketformat und alle nötigen Programme, um xbps-Pakete zu erstellen und zu verwalten.

## Hintergrund
Das Ziel der Entwicklung ist es, einen schnellen, einfach zu benutzenden, fehlerfreien, aber funktionsreichen und portablen Paketmanager zu erstellen.
Folgende Funktionen stehen zur Verfügung:
- Es werden mehrere Projektarchive, lokale als auch entfernte (via HTTP/HTTPS/FTP) unterstützt.
- Die entfernten Projektarchive sind mit RSA signiert.
- Die Paketmetadaten und die Dateien der Binärpakete sind mit SHA256 gehasht.
- Es werden die Paketzustände (ähnlich wie bei dpkg) verwendet, um bei der Installation oder der Aktualisierung die Gefahr von defekten Paketen zu mindern.
- Es besteht die Möglichkeit, nicht vollständige Installationen oder Aktualisierungen fortzuführen;
- die Möglichkeit, nur die Dateien zu entpacken, die in dem Paket aktualisiert wurden;
- die Möglichkeit, Metapakete zu verwenden;
- die Möglichkeit zu testen, ob es zu Inkompatibilitäten von gemeinsam genutzten Bibliotheken kommt.;
- die Möglichkeit, Pakete zu ersetzen;
- die Möglichkeit, Pakete von der Aktualisierung auszuschließen;
- die Möglichkeit, Konfigurationsdateien zu erhalten/zu aktualisieren;
- die Möglichkeit, Pakete erneut zu installieren;
- die Möglichkeit, Pakete mit einer niedrigeren Versionsnummer zu installieren;
- die Möglichkeit, Skripte vor und nach Installation, Entfernung oder Aktualisierung auszuführen;
- die Möglichkeit, die Pakete auf ihren Zustand, fehlende Dateien, Hashes, fehlende oder unaufgelöste Abhängigkeiten, freihängende oder geänderte symbolische Links u. Ä. zu untersuchen.

Die Programme des xbps-Paketmanagers sind auch die Basis für das Buildsystem. Dabei werden sogenannte Vorlagen in einem git-Projektarchiv definiert, so dass sich daraus die Binärpakete, auch für andere Rechnerarchitekturen als die installierte, erstellen lassen.
Die Binärpakete mit der Endung .xbps sind ähnlich wie .deb-Pakete gepackte tar-Archive. Standardmäßig wird xz als Packprogramm verwendet, Alternativen sind aber möglich. Die Metadaten werden als plist für die zu installierenden Dateien in files.plist und für das Paket als props.plist gehalten.

## Beispiele
Den Paketindex aktualisieren:
```
 
xbps-install
 
-S

```

Alle Pakete aktualisieren:
```
 
xbps-install
 
-u

```

Pakete suchen:
```
 
xbps-query
 
-Rs
 
'Suchtext'

```

Ein Paket installieren:
```
 
xbps-install
 
'paketname'

```

Ein Paket mit allen abhängigen Paketen entfernen:
```
 
xbps-remove
 
-R
 
'paketname'

```

Alle manuell installierten Pakete auflisten:
```
 
xbps-query
 
-m

```

Alle im Paket enthaltenen Dateien auflisten:
```
 
xbps-query
 
-f
 
'paketname'

```

Alle Alternativen auflisten:
```
 
xbps-alternatives
 
-l

```

## Betriebssysteme, die xbps nutzen
Linux-Distributionen:
- Void Linux